# Tryde distrikt
Tryde distrikt är ett distrikt i Tomelilla kommun och Skåne län. 
Distriktet ligger norr om Tomelilla. 

## Tidigare administrativ tillhörighet
Distriktet inrättades 2016 och utgörs av en del av det område Tomelilla köping omfattade till 1971, delen som före 1952 utgjorde Tryde socken. 
Området motsvarar den omfattning Tryde församling hade 1999/2000.